# Marózek
Marózek (deutsch Klein Maransen) ist ein kleines Dorf in der polnischen Woiwodschaft Ermland-Masuren. Es gehört zur Gmina Olsztynek (Stadt- und Landgemeinde Hohenstein i. Ostpr.) im Powiat Olsztyński (Kreis Allenstein).

## Geographische Lage
Marózek liegt am Ostufer des Großen Maransensees (polnisch Jezioro Maróz) im Südwesten der Woiwodschaft Ermland-Masuren, 36 Kilometer südöstlich der einstigen Kreisstadt Osterode in Ostpreußen bzw.  26 Kilometer südlich der heutigen Kreismetropole Olsztyn (deutsch Allenstein).

## Geschichte
Das kleine aus mehreren kleinen Gehöften bestehende und vor 1785 Maransen-Ofen genannte Dorf bildete 1874 eine Landgemeinde, die zwischen 1874 und 1945 im Amtsbezirk Kurken (polnisch Kurki) im Kreis Osterode in Ostpreußen bildete.
Im Jahre 1910 waren in Kein Maransen 146 Einwohner registriert. Ihre Zahl verringerte sich bis 1933 auf 141 und belief sich 1939 auf 105.
In Kriegsfolge kam Klein Maransen 1945 mit dem gesamten südlichen Ostpreußen zu Polen und erhielt die polnische Namensform „Marózek“. Das Dorf ist heute in das Schulzenamt (polnisch Sołectwo) Lipowo Kurkowskie (Lindenwalde) eingegliedert und gehört zur Stadt- und Landgemeinde Olsztynek (Hohenstein i. Ostpr.) im Powiat Olsztyński (Kreis Allenstein), bis 1998 der Woiwodschaft Olsztyn, seither der Woiwodschaft Ermland-Masuren zugehörig. am 26. Oktober 2020 zählte Marózek 31 Einwohner.

## Kirche
Bis 1945 war Klein Maransen in die evangelische Kirche Kurken (polnisch Kurki) in der Kirchenprovinz Ostpreußen der Kirche der Altpreußischen Union, außerdem in die römisch-katholische Kirche Nußtal (polnisch Orzechowo) im Bistum Ermland eingepfarrt.
Heute gehört Marózek katholischerseits zur St.-Maximilian-Kolbe-Kirche Kurki, einer Filialkirche der Pfarrei Orzechowo im Erzbistum Ermland, sowie evangelischerseits zur Kirchengemeinde Olsztynek, einer Filialgemeinde der Christus-Erlöser-Kirche Olsztyn in der Diözese Masuren der Evangelisch-Augsburgischen Kirche in Polen.

## Verkehr
Marózek liegt südlich der Landesstraße 58 und ist über einen Abzweig zwischen Swaderki (Schwedrich) und Sellwa (1938 bis 1945 Sellwen) direkt zu erreichen. Eine Anbindung an den Bahnverkehr besteht nicht.